# Ічнянська гімназія імені Степана Васильченка
Ічнянська гімназія імені Степана Васильченка — навчальний заклад в місті Ічня, в якому учні здобувають базову середню та повну середню освіту. Спочатку вона функціонувала як школа № 1, пізніше реорганізована в школу-гімназію, а згодом, з 1996 року стала гімназією імені Степана Васильченка.

## Історія
Історія даного навчального закладу сягає ще 1 вересня 1906 року. В цьому році розпочалось навчання в будинку по вулиці Вокзальній (м. Ічня). Називалася школа – Городське чотирикласне училище. В 1909 році закінчилось будівництво приміщення, де нині міститься приміщення ЗОШ № 1 і мало назву – Высшее начальное училище имени наследника царевича Алексея Николаевича. На відкриття були запрошені князь Дабіжа і його родичі. Але сам князь не прибув, проте виклопотав присвоєння школі ім'я наступника Миколи ІІ – Олексія.
З 1909 по 1913 рік в училищі навчався відомий поет Василь Чумак.
Влітку 1913 року учні в кількості 80 чоловік зустрілися з царем Миколою ІІ в місті Чернігові, куди приїхав цар. Вихованці училища були вишикувані першими на Соборній площі, так як навчальний заклад носив ім'я цесаревича.
З 1917 року – це школа І ступеня. З 1918 року в ній почали навчатися і дівчата. 1920 року вона стала трудовою семирічною школою імені Петровського. Вже з 1931 року школа почала носити назву – Ічнянська середня школа № 1.
У роки Німецько-радянської війни школа не працює. З 1944 по 1946 рік у школі розміщений госпіталь.
З 1951 року у школі введено виробниче навчання по профілю «Автосправа». З ініціативи педагогічного колективу почав працювати народний університет культури і науки. У 1966 році школа нагороджена ювілейною медаллю за відзначення 150-річчя Шевченка Т. Г. Починаючи з 1968 року широку роботу розгорнули юні слідопити, які розшукали відомості про 28 воїнів – визволителів рідного міста під керівництвом ярославської Марії Іванівни, учителя історії, кавалера трудових і бойових орденів, засновника нині діючого музею бойової слави.
У 1971-72 роках у школі діє інтернаціональний клуб «Дружба», школа нагороджена дипломом І ступеня Чернігівської обласної Ради Українського Товариства охорони природи за найкраще озеленення.
У 1976 році був закладений фундамент нового приміщення школи. У 1978—1979 навчальному році школі присвоєно ім'я Степана Васильченка. 1984 року школу відвідала делегація з Чехословаччини. У 80-ті роки пожвавлюється туристична робота під керівництвом вчителів Лисиці Лідії Миколаївни та Лисиці Олександра Івановича.
1992 року школу № 1 реорганізовано в школу-гімназію. Через чотири роки – 27 червня 1996 року на базі загальноосвітньої школи-гімназії було створено гімназію імені Васильченка.
Таким чином, розпорядженням Ічнянської районної державної адміністрації від 27 червня 1996 року під номером 153 «Про створення гімназії імені Васильченка», де зазначалось: «З метою повнішого забезпечення обдарованих і здібних дітей району у науково-теоретичній, загальнокультурній підготовці, задоволення різнобічних культурних запитів особи та враховуючи наявність відповідної навчально-матеріальної бази, сучасного обладнання, висококваліфікованих педагогічних кадрів м. Ічні і району ліквідувати середню школу-гімназію № 1 ім. Васильченка, створивши на її базі гімназію ім. Васильченка» школа-гімназія була реорганізована в гімназію.

## Талановиті випускники
Ічнянська середня школа № 1 (нині гімназія імені Степана Васильченка) виховала чимало талановитих людей, які прославили її своїми досягненнями в різних ділянках науки і культури. Серед них професор фізико-математичних наук Київського університету кібернетики Гуляцький Леонід Федорович. Досягли великих успіхів і прославили школу Кобець Анатолій Сергійович – кандидат технічних наук, Гриценко Григорій Семенович – головпостач Ради Міністрів УРСР, Сидорук Аркадій Федорович – кандидат історичних наук Київського університету імені Шевченка, Анатолій Андрійович Бондаренко – декан Київського Національного Університету харчових технологій, Валентина Леонідівна Луцька – старший науковий співробітник Чернігівського історичного музею, Віктор Миколайович Довбня – проректор Чернігівського інституту перепідготовки та перекваліфікації вчителів, Борсук Людмила Петрівна – проректор Донецького державного університету, Крупичко Олександр Григорович – доктор технічних наук Московського університету імені Баумана. Служити людям, науці, народові – такий девіз взяли зі школи випускники – люди благородної професії – лікарі: Сидорук Фауст Федорович – заслужений лікар України, Шутенко Марфа Іванівна – відмінник охорони здоров'я, Палієнко Анатолій Іванович – головний лікар Ічнянського району, Чумак Лідія Яківна – кандидат медичних наук, Тяжина Ніна Володимирівна – головний лікар санаторію «Хмельник», Швидченко Анатолій Іванович – завідувач кардіологічного відділення Чернігівської обласної лікарні. Вони молодці.
У всі періоди історії школа працювала над двома найважливішими завданнями – дати міцні знання в виховати справжню людину, громадянина. Багато випускників школи працювало і працює на керівних посадах. Це Олександр Кирилович Литвиненко, Анатолій Іванович Требка, Олександра Федорівна Зюсь,Володимир Олексійович Гущенко, Валентина Володимирівна Музичко, Сергій Павлович Кріпак, Станіслав Шевченко, Сергій Володимирович Семенець, Вікторія Володимирівна Борщенко, Анатолій Миколайович Брусенко, Олександр Віталійович Бурма, Лідія олексіївна Гукова, Віктор Миколайович Гордійко, Михайло Федорович Гордієнко, Зоя Іванівна Присяжнюк, Надія Анатоліївна Драган, Ірина Вікторівна Шкребко, Анатолій Сергійович Іващенко, Олег Григорович Міщенко, Олег Анатолійович Брагін, Владислав Леонідович Каневський, Євген Миколайович Баранович.